# テクノエイド協会
公益財団法人テクノエイド協会（こうえきざいだんほうじんテクノエイドきょうかい）は、福祉用具に関する調査研究及び開発、福祉用具情報の収集及び提供、義肢装具士国家試験を実施する公益法人。以前は厚生労働省所管であったが、公益法人制度改革に伴い2011年7月1日に公益財団法人へ移行した。

## 概要
- 所在：東京都新宿区神楽河岸1-1 セントラルプラザ4階
- 理事長：大橋謙策
- 常務理事：長田信一

## 沿革
- 1987年（昭和62年）3月16日 財団法人設立認可（厚生省社第220号）
- 1987年（昭和62年）4月1日 財団法人化
- 2011年（平成23年）7月1日 公益財団法人化